# Breeders (série de televisão)
Breeders é uma série de televisão americana-britânica de comédia sombria criada por Martin Freeman, Chris Addison e Simon Blackwell. A série segue dois pais que lutam com a paternidade e é parcialmente baseada na própria experiência de Freeman como pai. Freeman também desempenha o papel principal na série.
A série estreou em 2 de março de 2020 na rede a cabo americana FX e na rede britânica Sky One em 12 de março de 2020.
Em maio de 2020, a série foi renovada para uma segunda temporada que estreou em 22 de março de 2021. Em maio de 2021, a série foi renovada para uma terceira temporada.

## Elenco
- Martin Freeman como Paul Worsley, pai de dois filhos e parceiro de Ally
- Daisy Haggard como Ally Grant, mãe de dois filhos e parceira de Paul
- George Wakeman e Alex Eastwood (2ª temporada) como Luke, filho de Paul e Ally
- Jayda Eylese Eve Prenelle (2ª temporada) como Ava, filha de Paul e Ally
- Michael McKean como Michael (1ª temporada), pai distante de Ally
- Stella Gonet como Leah, mãe de Ally
- Joanna Bacon como Jackie, mãe de Paul
- Alun Armstrong como Jim, pai de Paul
- Patrick Baladi como Darren, amigo de Paul e Ally
- Tim Steed como o vizinho de Carl, Paul e Ally

## Produção

### Desenvolvimento
Em 7 de março de 2018, foi anunciado que a Avalon Television estava desenvolvendo uma série de comédia criada por Martin Freeman. A série foi originalmente uma co-produção entre a BBC e FX, semelhante à série dramática Taboo. Um piloto já foi filmado no momento do anúncio. Em 14 de outubro de 2018, foi anunciado que o FX e a Sky (esta última substituindo a BBC) encomendaram a série com dez episódios de meia hora, com estreia em 2020. Em 20 de janeiro de 2020, a FX anunciou que a série estrearia em 2 de março de 2020.
Em 18 de maio de 2020, a série foi renovada para uma segunda temporada que estreou em 22 de março de 2021.
Em 27 de maio de 2021, a série foi renovada para uma terceira temporada.

### Seleção de elenco
Juntamente com o anúncio da série, foi anunciado que Freeman estrelaria a série. Além disso, Daisy Haggard e Michael Gambon também foram escalados para a série. No entanto, em abril de 2019, foi relatado que Gambon deixou a série porque estava tendo problemas para memorizar suas falas devido a problemas de perda de memória.

### Filmagens
As filmagens da segunda temporada foram adiadas por dezesseis semanas devido à pandemia de COVID-19. Após o atraso, as filmagens da segunda temporada começaram em 1º de setembro de 2020 em Londres, e a produção foi concluída em 18 de dezembro de 2020.

## Lançamento
A série estreou em 2 de março de 2020 no FX. A estreia da série coincidiu com o lançamento do FX on Hulu e, portanto, a série se tornou a primeira série FX com episódios disponíveis no Hulu no dia seguinte. Na Bulgária e na Polônia, a série vai ao ar na HBO Europe. A série é transmitida na Austrália pela Foxtel, por meio de sua rede de transmissão FOX One e serviços sob demanda. Na América Latina, e série estreou com exclusividade através do Star+ em 31 de agosto de 2021.